# Acrotylus hirtus
Acrotylus hirtus är en insektsart som beskrevs av Vitaly Michailovitsh Dirsh 1956. Acrotylus hirtus ingår i släktet Acrotylus och familjen gräshoppor. Inga underarter finns listade i Catalogue of Life.